# Edward Zawada

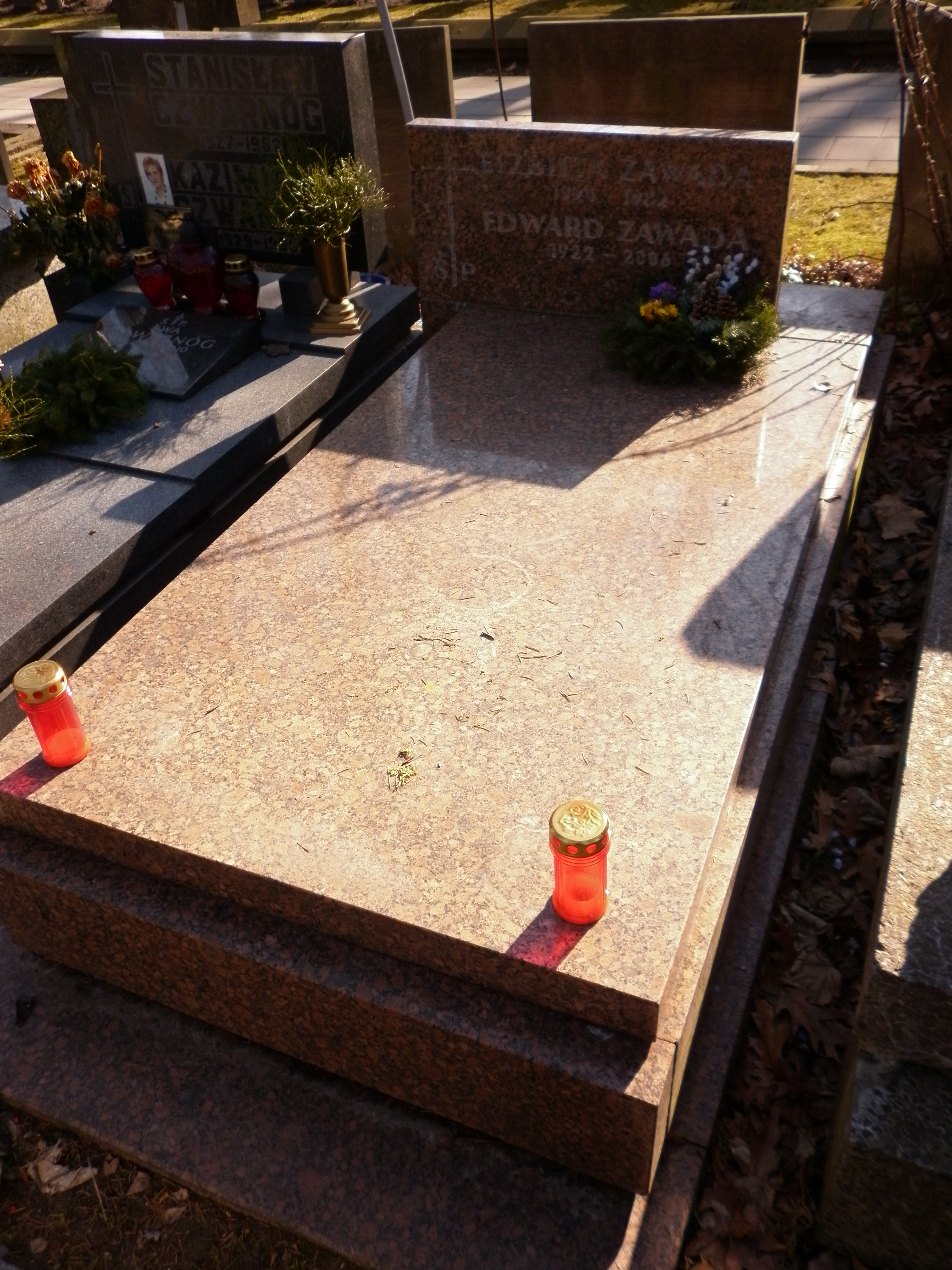
Grób Edwarda Zawady na Wojskowych Powązkach

Edward Henryk Zawada (ur. 17 listopada 1922 w Siemianówce, zm. 13 listopada 2006 w Salzburgu) – polski inżynier chemii, doktor ekonomii, polityk, członek komisji przemysłu chemicznego RWPG,
podsekretarz stanu, wiceminister i minister przemysłu chemicznego.

## Życiorys
Syn Rudolfa i Anny. W 1947 ukończył studia na Politechnice Śląskiej, w 1978 uzyskał stopień doktora nauk ekonomicznych. W 1947 rozpoczął pracę w przemyśle chemicznym.
Od 1946 należał do Polskiej Partii Robotniczej, a od 1948 do Polskiej Zjednoczonej Partii Robotniczej. Od 1951 był związany z resortem przemysłu chemicznego. Do 1958 był dyrektorem departamentu, po czym do 1962 był dyrektorem naczelnym Zjednoczenia Przemysłu Farmaceutycznego „Polfa”. Następnie podsekretarz stanu w Ministerstwie Przemysłu Chemicznego, a od 30 czerwca 1970 do 26 października 1971 był minister w rządzie Józefa Cyrankiewicza i Piotra Jaroszewicza. W latach 1971–1976 radca handlowy przy Ambasadzie PRL w Rzymie, następnie doradca przewodniczącego Komisji Planowania przy Radzie Ministrów do 1979.
Zainicjował i podjął decyzję o utworzeniu w marcu 1971 roku Rafinerii Gdańskiej (później Grupa Lotos, PKN Orlen), przewodniczący zarządu Stowarzyszenia Inżynierów i Techników Przemysłu Chemicznego.
Otrzymał m.in. Order Sztandaru Pracy II klasy (1969), Złoty (1955) i Srebrny Krzyż Zasługi (1952) oraz Medal 10-lecia Polski Ludowej (1955).
Pochowany na cmentarzu Powązki Wojskowe w Warszawie (kwatera B23-11-10).